# Rusticiano de Pisa
Rusticiano ou Rustichello de Pisa (em latim: Rusticianus) foi um romancista italiano conhecido por escrever a versão original de As Viagens de Marco Polo enquanto estava preso no cárcere do Palazzo San Giorgio em Gênova, durante a Batalha de Meloria, em 1284, que envolvia a República de Gênova e Pisa. Conheceu Marco Polo em 1298, quando acontecia a Batalha de Curzola, em que Polo foi capturado pelos genoveses. Escreveu vários livros, dos quais não restaram testemunhas. Rustichello serviu durante muitos anos pela Oitava Cruzada. 